# Paul Benjamin
Paul Benjamin (Pelion, 1 januari 1938 - Los Angeles,  28 juni 2019) was een Amerikaans acteur.

## Filmografie

### Films
Uitgezonderd korte films.
- 2016: Occupy, Texas – mr. Goodman
- 2011: The Talk Man – Dallas
- 2007: Ascension Day – Sam
- 2005: Deacons for Defense – Otis
- 2005: Back in the Day – Cody
- 2003: The Station Agent – Henry Styles
- 2001: Angel: One More Road to Cross – minister
- 2000: Stanley's Gig – Teddy Branson
- 1999: Last Rides – Fez
- 1999: The Breaks – klerk
- 1997: Hoodlum – Whispers
- 1997: Rosewood – James Carrier
- 1997: Vanishing Point
- 1994: Drop Squad – Wellington Cosbie
- 1994: The Fence – Del Reston
- 1992: Back to the Streets of San Francisco – Henry Brown
- 1991: The Super – Gilliam
- 1991: The Five Heartbeats – mr. King
- 1989: Do the Right Thing – ML
- 1989: Pink Cadillac – rechter
- 1987: Nuts – Harry Harrison
- 1987: The Man Who Broke 1,000 Chains – Big Sam
- 1987: A Stranger Waits – Cooper
- 1985: The Atlanta Child Murders – Homer Williams
- 1983: Deadly Force – Lester
- 1982: Some Kind of Hero – Leon
- 1980: Gideon's Trumpet – Artis
- 1979: Escape from Alcatraz – English
- 1979: I Know Why the Caged Bird Sings – Freeman
- 1977: One in a Million: The Ron LeFlore Story – John LeFlore
- 1976: Leadbelly – Wes Ledbetter
- 1976: Judge Horton and the Scottsboro Boys – Ramsey
- 1975: Friday Foster – senator David Lee Hart
- 1975: Friendly Persuasion – Swan Stebeney
- 1974: The Education of Sonny Carson – Pops
- 1973: The Deadly Trackers – Jacob
- 1973: Mr. Inside/Mr. Outside – luitenant Valentine
- 1972: Across 110th Street – Jim Harris
- 1971: Born to Win – Fixer
- 1971: The Anderson Tapes – Jimmy
- 1969: Midnight Cowboy – barkeeper in New York

### Televisieseries
Uitgezonderd eenmalige gastrollen.
- 1994-2002 ER – Al Ervin - 3 afl.
- 1994 Sweet Justice – Beecher Lowe - 2 afl.
- 1993 Knots Landing – mr. Carter - 2 afl.
- 1987-1988 Night Heat – verschillende rollen - 2 afl.